# Diệp Chi
Nguyễn Diệp Chi (sinh ngày 30 tháng 10 năm 1986 tại Nghệ An) là một nữ biên tập viên, người dẫn chương trình, đạo diễn truyền hình người Việt Nam. Cô được biết đến qua vai trò dẫn chương trình Rung chuông vàng, Đường lên đỉnh Olympia từ năm thứ 17 đến năm thứ 21, đạo diễn chương trình Điều ước thứ 7. Hiện cô đang làm Phó Trưởng phòng Văn hóa - Du lịch của Ban  Văn hóa - Giải trí - Đài Truyền hình Việt Nam.

## Sự nghiệp
Thời đi học, cô từng đoạt giải 3 môn Văn cấp tỉnh năm lớp 9, đoạt giải khuyến khích môn Văn cấp tỉnh năm lớp 12, giành giải nhất chương trình Nữ Sinh Tương Lai ở khu vực miền Trung. Sau khi tốt nghiệp cấp 3, cô thi đỗ thủ khoa khối D Học viện Báo chí và Tuyên truyền với số điểm ấn tượng 26,5. Những năm đại học, cô duy trì thành tích xuất sắc và đạt điểm tổng kết trên 8, trở thành một trong những sinh viên ưu tú của lớp Báo mạng điện tử.
Năm 2006 cô ứng tuyển vị trí Biên tập viên, MC Đài Truyền hình Việt Nam.
Cùng năm 2006 cô đảm nhận vai trò MC cho chương trình Rung Chuông Vàng, Đồ Rê Mí và dẫn điểm cầu Chung kết Đường lên đỉnh Olympia các năm 7, năm 8, năm 9, năm 13.
Năm 2014, khi chương trình Điều ước thứ 7 lên sóng, cô đảm nhận vai trò MC kiêm đạo diễn của chương trình này. Cùng năm 2014, cô được đề cử hạng mục BTV lên hình ấn tượng của giải thưởng Ấn tượng VTV.
Năm 2017 cô đảm nhận vai trò MC cho chương trình Đường lên đỉnh Olympia , sau người tiền nhiệm là Tùng Chi  từ năm thứ 17 đến năm thứ 21 cùng MC Ngọc Huy.
Năm 2020 cô làm giám khảo chương trình Đường tới cầu vồng ở tập 6.
Năm 2021, cô ngừng dẫn chương trình Đường lên đỉnh Olympia để tập trung ở công việc đạo diễn cho các chương trình Ai là triệu phú, Cuộc hẹn cuối tuần.
Năm 2022, cô trở lại làm MC cho chương trình Cuộc sống tươi đẹp cùng MC Ngọc Huy. Cô là 1 trong 6 người dẫn chương trình từ trước đến nay.
Năm 2023, cô đảm nhiệm chức vụ Phó Trưởng phòng Văn hóa - Du lịch của Ban sản xuất các chương trình Giải trí, Đài truyền hình Việt Nam.
Năm 2024, cô tham gia bộ phim Không thời gian với vai diễn một nhà báo.

## Đời tư
Ngày sinh của MC Diệp Chi đã được xác định là ngày 30 tháng 10 năm 1986.
Năm 2010, Diệp Chi kết hôn với đồng nghiệp là MC Trung Kiên và có 1 con gái là Sumo (tên thật Nguyễn Ngọc An Nhiên, sinh năm 2011).
Năm 2018 theo báo chí và các phương tiện truyền thông của Việt Nam đưa tin về MC Diệp Chi và MC Trung Kiên ly hôn. Hiện nay thông tin này vẫn chưa được xác minh chính xác.

## Các chương trình, sự kiện đã dẫn

### Chương trình truyền hình
- Rung chuông vàng
- Đồ Rê Mí
- Việt Nam của tôi (2013–2014)
- Café sáng với VTV3 (tiểu mục Chuyện bên ly Café)
- Điều ước thứ 7
- Chung kết SV 2012 (dẫn điểm cầu ĐH Kinh tế TP.HCM)
- Đường lên đỉnh Olympia (dẫn điểm cầu: năm thứ 7, năm thứ 8, năm thứ 9, năm thứ 13) (dẫn chính: năm thứ 17 đến năm thứ 21)
- Cuộc sống tươi đẹp
- Lướt trên VTVGo
- Đón tết cùng VTV (Tết Quý Tỵ 2013, Bính Thân 2016, Tết Kỷ Hợi 2019)
- Chung kết MV của tôi (2013–2014)
- Chung kết Giải thưởng chim xanh (2015)

### Sự kiện
- Cầu truyền hình "Hành trình theo chân Bác" (2010, dẫn tại điểm cầu Nghệ An)
- Festival Huế (2012)
- Gala Điều ước thứ 7 (2016)
- Gala 20 năm Đường lên đỉnh Olympia (2020)
- Lễ khai mạc Festival dân ca Ví, Giặm Nghệ Tĩnh năm 2023

## Các chương trình Diệp Chi làm đạo diễn
- Điều ước thứ 7
- Ai là triệu phú
- Cuộc hẹn cuối tuần
- Cà phê sáng (phiên bản mới, 2021)
- Vũ khúc ánh sáng
- Hoa xuân ca
- Hát ca bềnh bồng
- Cassette hoài niệm

## Giải thưởng
| Năm  | Giải thưởng       | Hạng mục              | Kết quả | Chú thích |
| ---- | ----------------- | --------------------- | ------- | --------- |
| 2014 | Ấn tượng VTV 2014 | BTV lên hình ấn tượng | Đề cử   | [ 7 ]     |